# 东方汇理银行汉口支行旧址
东方汇理银行汉口支行旧址是法资东方汇理银行在汉口建造的分行大楼。东方汇理银行汉口分行1902年开设于于汉口法租界江滩的威尔逊总统路（今车站路洞庭街口至沿江大道），现地址为沿江大道171号，隔路与汉口俄租界内的美国驻汉口总领事馆相邻。

## 历史
东方汇理银行是法国在华银行中势力最强的银行，筹建初期资本800万法郎，由法国几家大银行联合投资。该行成立于1875年1月，总行设在巴黎，下设有19个支行。为了开发印度支那及远东殖民地的金融业务和资助法属印度支那和远东的法属工商企业，法国政府颁布法令设立东方汇理银行，同时赋予它在法属殖民地和印度支那保护国及大洋洲等地发行钞票的专门权利。1888年业务扩展到中国，汉口支行于1902年（清光绪二十八年）开业，专门代表法国在汉的利益，一层为万国储蓄会汉口办事处。
1902年，武汉三镇本地的大地产商刘歆生成为法国东方汇理银行在汉口分行的买办，其利用买办的身份不断从东方汇理银行以低利息借入贷款，再通过自己经营的阜昌钱庄以高利息贷出，从中牟取暴利。
抗日战争时期，因维希政府的关系，汉口分行仍继续营业。1949年8月停业，同年东方汇理银行撤出在中国各地的全部分行。

## 建筑

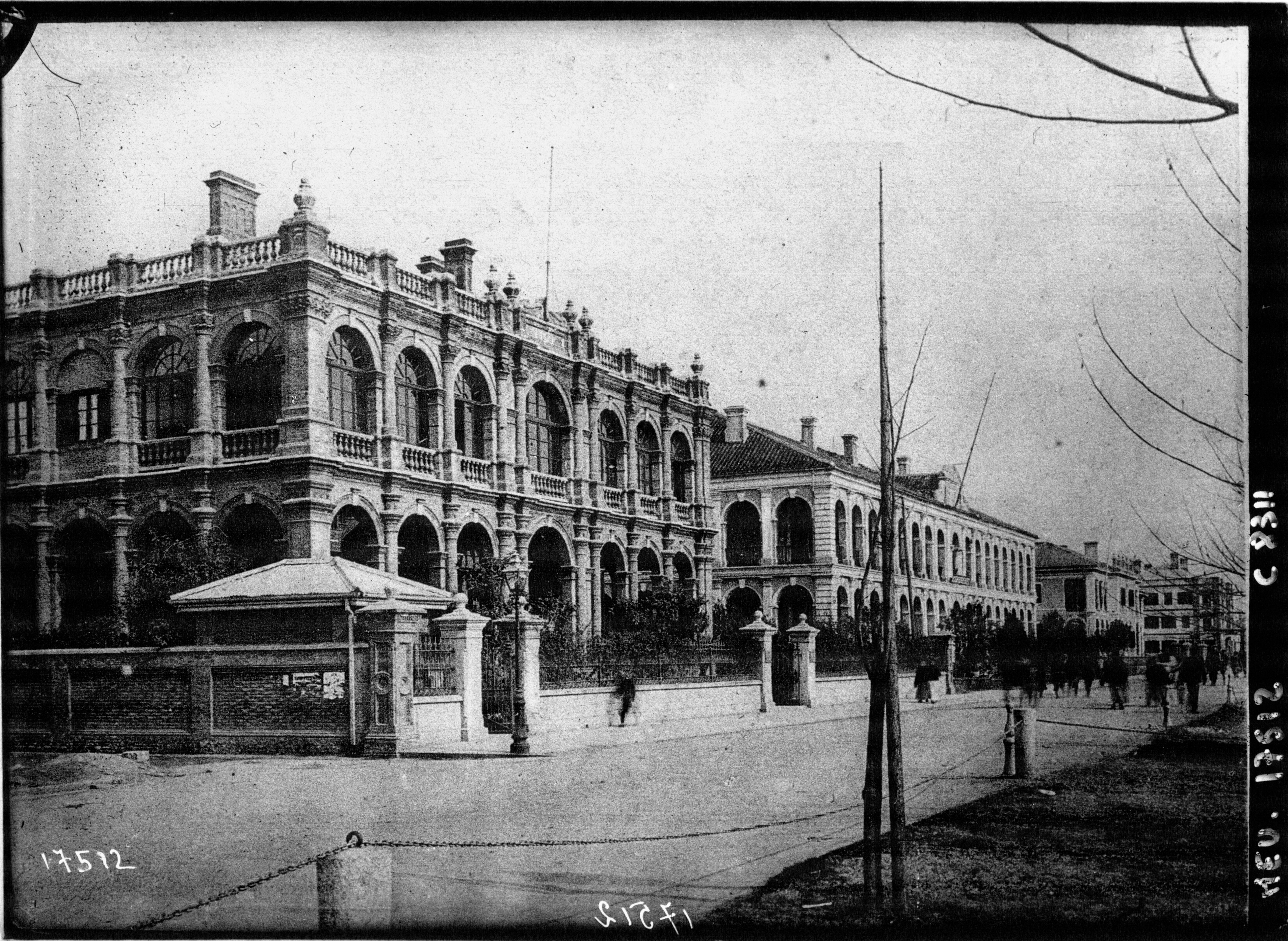
1911年的東方匯理銀行漢口支行旧址

大楼建于1902年，折衷主义建筑风格，整体结构为南亚殖民式，外廊环绕、红砖清水墙，立面装饰为巴洛克、洛可可风格，楼高2层。地上两层砖木结构楼房，地下一层，建筑面积800平方米，连同附属房屋共3栋48间，其附属房屋至1920年才完成。
该建筑采用横向三段式构图，底部厚重的条石底座确保了稳固的基础。中部为建筑主体，顶部设有水平的檐口，中部没有腰线、而是通过墙柱将外墙垂直分隔。门窗采用半圆形砖拱券，与半圆形砖雕壁柱相互映衬。建筑立面分为石基、砖墙和铁瓦三个部分，采用了典型的三段式设计。外墙选用了清水红砖进行砌筑，墙面装饰着砖雕壁柱、窗花和腰线。外墙的壁柱为圆形，柱身及柱头的花饰似乎采用了特制的构件进行组合，使得整体呈现出精美的设计。半圆形券廊拱顶不同于常见的标准砖砌结构，而是采用特制的拱形砖砌筑，形成优雅的拱形曲线。拱顶上装饰有拱頂石，这种装饰风格源自于欧洲流行的西方建筑技法，在中国近代的券廊式建筑中较为罕见。建筑的底层为半地下室，主入口设有花岗石台基。第一层为开放式外廊，第二层则为封闭式外廊，外廊的栏杆装饰着绿色琉璃宝瓶。屋檐部分设计成栏杆式女儿墙，屋顶采用四坡盖机制和红色瓦片覆盖，由木屋架承重支撑。

## 建筑保护情况

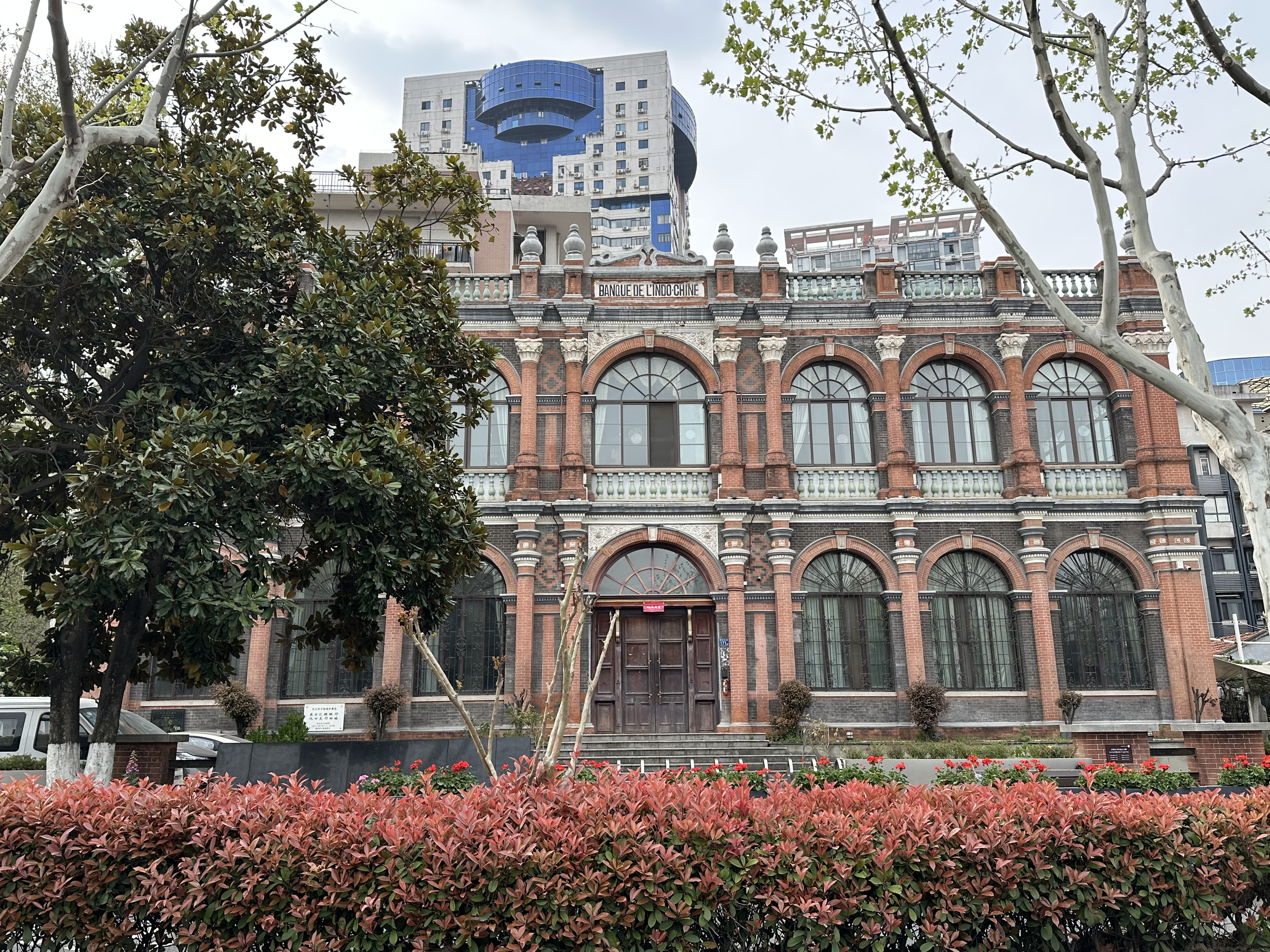
舊址现状，摄于2025年

1993年7月28日，被武汉市人民政府列为第一批武汉市优秀历史建筑；2011年3月21日，被武汉市人民政府列为第五批武汉市文物保护单位。
其作为文物的保护范围：东方汇理银行汉口分行旧址本体及周围一定范围。四至：以旧址外墙为界，东南面向外延伸10米至沿江大道西侧规划道路红线，西南面向外延伸3米至车站路北侧规划道路红线，西北、东北面各向外延伸12米。
其作为文物的建设控制地带：以保护范围四至为界，东南面向外延伸20米至沿江大道规划道路中线，西南面向外延伸7.5米至车站路规划道路中线，西北面向外延伸20米，东北面与保护范围边界重合。